# Kieran Trippier
Kieran Trippier, né le 19 septembre 1990 à Bury, est un footballeur international anglais qui évolue au poste de défenseur à Newcastle United.

## Biographie

### En club

#### Début de carrière par des multiples prêts
Formé à Manchester City, Kieran Trippier est prêté à Barnsley, club de D2 anglaise, en février 2010 pour la durée d'un mois. Il y joue trois rencontres de championnat. Durant l'été qui suit, c'est pour la durée d'une saison entière qu'il retourne à Barnsley où il devient titulaire indiscutable, alors qu'il n'a que 20 ans.

#### Cadre à Burnley
Revenu à Manchester au bout d'un an, il est ensuite prêté à Burnley, qui évolue dans la même division. Le prêt est fixé à la durée de la saison. Il fait ses débuts contre Watford lors d'un match nul (2-2). Lors d'un match de coupe d'Angleterre, face à Milton Keynes Dons, il marque son premier but sur un splendide coup franc.
Le 2 janvier 2012, il reçoit son premier carton rouge professionnel pour avoir écopé de deux cartons jaunes lors d'une défaite 2-1 contre Leeds United. Un jour plus tard, il est définitivement transféré et signe un contrat de 3 ans et demi à Burnley. Dès sa première année, après 46 matchs, il est élu joueur de l'année à Burnley. Il continue d'exceller et permet à son club de monter en Premier League.

#### Consécration à Tottenham
Le 19 juin 2015, il s'engage pour cinq saisons avec Tottenham. Remplaçant derrière Kyle Walker, il ne joue pas beaucoup pour sa première année, et ne fait que 6 apparitions en Premier League. Cependant, eu Europa League, il est titulaire, mais son équipe échoue en huitième de finale.
Pour sa deuxième année, Trippier profite des pépins physiques de Walker pour prendre du temps de jeu. Trippier a fait ses débuts en Ligue des champions lors d'un match de phase de groupes au CSKA Moscou le 27 septembre 2016. Il reçoit sa première convocations quelques mois plus tard.
Pour sa troisième saison, Walker étant transféré à Manchester City, Trippier est le nouveau titulaire indiscutable (malgré l'arrivée de Serge Aurier). Lors de sa quatrième saison, il marque dès son premier match sur coup franc, face à Fulham. Cependant, sa saison est considérée comme décevante, notamment à cause de blessures. Il atteint la finale de la Ligue des Champions mais sera défait par un autre club anglais, Liverpool (0-1).

#### Transfert à l'étranger
Le 18 juillet 2019, Kieran Trippier signe un contrat de trois ans avec l'Atlético de Madrid. Il devient le premier anglais à porter le maillot de l'Atlético. Dès son premier match, il délivre une passe décisive pour Alvaro Morata face au Getafe (victoire 1-0). Auteur de bonnes performances et titulaire indiscutable, il remporte le championnat espagnol de la saison 2020-2021.
En décembre 2020, Trippier est suspendu pour dix semaines et condamné à payer une amende de 70 000 livres (environ 77 000 euros) par la Fédération anglaise pour avoir enfreint la réglementation sur les paris en ligne.

#### Retour en Angleterre et cadre du projet de Newcastle United
En janvier 2022, Trippier signe un contrat de deux ans et demi avec Newcastle United et retourne en Angleterre. Son club, au moment de sa signature est relégable.
Pour son retour en Premier League, il marque sur coup franc face à Evertoon. Le 13 février, après avoir marqué un deuxième but pour son club, également un coup franc, lors d'une victoire 1-0 à domicile contre Aston Villa, Trippier s'est cassé le pied. La nouvelle a été décrite comme « désastreuse » pour le club, et le club a déclaré qu'il ne savait pas si Trippier figurerait à nouveau cette saison. Cependant, il n'a raté que neuf matches et est revenu en tant que remplaçant en seconde période lors de la défaite 5-0 contre Manchester City. Newcastle réussit à se maintenir et finit même par arriver 12ème.
Pour sa première saison pleine, Trippier est de nouveau titulaire, et est même souvent capitaine étant donné que Jamaal Lascelles, le capitaine en temps normal est remplaçant. Le 21 aout, Contre son ancien club Manchester City, Trippier marque son premier but de la saison d'un magnifique coup franc, le score est de 3-3. Exceptionnel depuis le début de la saison, son club finit 4e de Premier League et décroche donc son billet pour la Ligue des Champions. L'équipe a concédé moins de buts que tout autre club avant la Coupe du Monde de la FIFA 2022, et le plus bas total de la saison dans son ensemble. Trippier figurait également dans le top 3 des joueurs qui a créés le plus d'occasions, ce qui est exceptionnel pour un défenseur. Il est élu joueur de l'année de club, et est aussi dans le 11 type de la Premier League.
Lors de la saison 2023/2024, Trippier est de nouveau titulaire, et se fait encore remarquer pour sa qualité de centre, il est même le meilleur passeur de la Premier League lors de la première partie de saison (8 passes décisifs), tout en étant défenseur, il est d'ailleurs le premier joueur de l'histoire de Newcastle à être passeur décisif dans 4 matchs consécutifs. Cependant, en Ligue des Champions, il ne pourra pas aider son club de l'élimination lors des phases de poules.
Lors de la saison 2024/2025, Trippier voit le jeune Tino Livramento lui passer devant pour le poste de latéral droit. De plus, Bruno Guimarães devient le nouveau capitaine de l'équipe, notamment en raison du temps de jeu en baisse du latéral anglais. Cependant, il est titulaire lors de la finale gagnée de la coupe de la ligue face à Liverpool (il est d'ailleurs passeur décisif sur le premier but marqué). Il s'agit du premier trophée remporté par Newcastle depuis 70 ans.

### En sélection nationale
Le 13 juin 2017, Trippier honore sa première sélection avec l'équipe d'Angleterre lors d'un match amical face à la France (défaite 3-2).
Il fait partie des vingt-trois joueurs sélectionnés en équipe d'Angleterre pour disputer la Coupe du monde 2018. Le 11 juillet 2018, Kieran Trippier inscrit son premier but sur coup franc avec les Three Lions à l'occasion de la demi-finale du Mondial face à la Croatie (défaite 2-1 après prolongation).
Il est finaliste de l'Euro 2020 joué en 2021, il délivre notamment une passe décisive pour Luke Shaw lors de la finale, malheureusement perdu contre l'Italie, lors des séances de tirs au but.
Le 10 novembre 2022, il est sélectionné par Gareth Southgate pour participer à la Coupe du monde 2022. Peu utilisé lors de cette compétition, il voit son équipe éliminé face à la France en quart de finale.
En juin 2024, il fait partie de la liste des 26 joueurs convoqués par Gareth Southgate pour disputer l'Euro 2024. Titulaire tout au long de la compétition en tant que défenseur gauche, il est pourtant remplaçant lors de la finale de l'Euro, voyant l'Espagne remporter son quatrième titre. Le 29 août 2024, il annonce sa retraite internationale ou il aura honoré 54 sélections.

## Statistiques

### Statistiques en club
| Saison                | Club                  | Championnat           | Championnat | Championnat | Coupe nationale | Coupe nationale | Coupe de la Ligue | Coupe de la Ligue | Supercoupe | Supercoupe | Compétition(s) continentale(s) | Compétition(s) continentale(s) | Compétition(s) continentale(s) | Total | Total |
| Saison                | Club                  | Division              | M.          | B.          | M.              | B.              | M.                | B.                | M.         | B.         | Comp.                          | M.                             | B.                             | M.    | B.    |
| 2009-2010             | Barnsley FC (prêt)    | Championship          | 3           | 0           | -               | -               | -                 | -                 | -          | -          | -                              | -                              | -                              | 3     | 0     |
| 2010-2011             | Barnsley FC (prêt)    | Championship          | 39          | 2           | 1               | 0               | 1                 | 0                 | -          | -          | -                              | -                              | -                              | 41    | 2     |
| Sous-total            | Sous-total            | Sous-total            | 42          | 2           | 1               | 0               | 1                 | 0                 | -          | -          | -                              | -                              | -                              | 44    | 2     |
| 2011-2012             | Burnley FC            | Championship          | 46          | 3           | -               | -               | 4                 | 1                 | -          | -          | -                              | -                              | -                              | 50    | 4     |
| 2012-2013             | Burnley FC            | Championship          | 45          | 0           | 1               | 0               | 2                 | 0                 | -          | -          | -                              | -                              | -                              | 48    | 0     |
| 2013-2014             | Burnley FC            | Championship          | 41          | 2           | 1               | 0               | 4                 | 1                 | -          | -          | -                              | -                              | -                              | 46    | 3     |
| 2014-2015             | Burnley FC            | Premier League        | 38          | 0           | 2               | 0               | 1                 | 0                 | -          | -          | -                              | -                              | -                              | 41    | 0     |
| Sous-total            | Sous-total            | Sous-total            | 170         | 5           | 4               | 0               | 11                | 2                 | -          | -          | -                              | -                              | -                              | 185   | 7     |
| 2015-2016             | Tottenham Hotspur FC  | Premier League        | 6           | 1           | 2               | 0               | 1                 | 0                 | -          | -          | C3                             | 10                             | 0                              | 19    | 1     |
| 2016-2017             | Tottenham Hotspur FC  | Premier League        | 12          | 0           | 5               | 0               | 2                 | 0                 | -          | -          | C1                             | 3                              | 0                              | 22    | 0     |
| 2017-2018             | Tottenham Hotspur FC  | Premier League        | 24          | 0           | 6               | 0               | 2                 | 0                 | -          | -          | C1                             | 3                              | 0                              | 35    | 0     |
| 2018-2019             | Tottenham Hotspur FC  | Premier League        | 27          | 1           | 1               | 0               | 2                 | 0                 | -          | -          | C1                             | 8                              | 0                              | 38    | 1     |
| Sous-total            | Sous-total            | Sous-total            | 69          | 2           | 14              | 0               | 7                 | 0                 | -          | -          | -                              | 24                             | 0                              | 114   | 2     |
| 2019-2020             | Atlético de Madrid    | La Liga               | 25          | 0           | -               | -               | -                 | -                 | 2          | 0          | C1                             | 6                              | 0                              | 33    | 0     |
| 2020-2021             | Atlético de Madrid    | La Liga               | 28          | 0           | -               | -               | -                 | -                 | -          | -          | C1                             | 7                              | 0                              | 35    | 0     |
| 2021-2022             | Atlético de Madrid    | La Liga               | 15          | 0           | -               | -               | -                 | -                 | 0          | 0          | C1                             | 3                              | 0                              | 18    | 0     |
| Sous-total            | Sous-total            | Sous-total            | 68          | 0           | -               | -               | -                 | -                 | 2          | 0          | -                              | 16                             | 0                              | 86    | 0     |
| 2021-2022             | Newcastle United      | Premier League        | 6           | 2           | 1               | 0               | -                 | -                 | -          | -          | -                              | -                              | -                              | 7     | 2     |
| 2022-2023             | Newcastle United      | Premier League        | 38          | 1           | 1               | 0               | 7                 | 0                 | -          | -          | -                              | -                              | -                              | 46    | 1     |
| 2023-2024             | Newcastle United      | Premier League        | 28          | 1           | 3               | 0               | 2                 | 0                 | -          | -          | C1                             | 6                              | 0                              | 39    | 1     |
| 2024-2025             | Newcastle United      | Premier League        | 25          | 0           | 2               | 0               | 4                 | 0                 | -          | -          | -                              | -                              | -                              | 31    | 0     |
| 2025-2026             | Newcastle United      | Premier League        | 1           | 0           | -               | -               | -                 | -                 | -          | -          | -                              | -                              | -                              | 1     | 0     |
| Sous-total            | Sous-total            | Sous-total            | 98          | 4           | 7               | 0               | 13                | 0                 | 0          | 0          | -                              | 6                              | 0                              | 124   | 4     |
| Total sur la carrière | Total sur la carrière | Total sur la carrière | 447         | 13          | 26              | 0               | 32                | 2                 | 2          | 0          | -                              | 46                             | 0                              | 553   | 15    |

### En sélection nationale
| Saison                | Sélection             | Phases finales        | Phases finales | Phases finales | Phases finales | Éliminatoires | Éliminatoires | Éliminatoires | ligue des nations | ligue des nations | ligue des nations | Matchs amicaux | Matchs amicaux | Matchs amicaux | Total | Total | Total |
| Saison                | Sélection             | Compétition           | M              | B              | Pd             | M             | B             | Pd            | M                 | B                 | Pd                | M              | B              | Pd             | M     | B     | Pd    |
| --------------------- | --------------------- | --------------------- | -------------- | -------------- | -------------- | ------------- | ------------- | ------------- | ----------------- | ----------------- | ----------------- | -------------- | -------------- | -------------- | ----- | ----- | ----- |
| 2016-2017             | Angleterre            | -                     | -              | -              | -              | -             | -             | -             | -                 | -                 | -                 | 1              | 0              | 0              | 1     | 0     | 0     |
| 2017-2018             | Angleterre            | Coupe du monde 2018   | 6              | 1              | 1              | 1             | 0             | 0             | -                 | -                 | -                 | 5              | 0              | 1              | 12    | 1     | 2     |
| 2018-2019             | Angleterre            | -                     | -              | -              | -              | -             | -             | -             | 2                 | 0                 | 0                 | 1              | 0              | 0              | 3     | 0     | 0     |
| 2019-2020             | Angleterre            | -                     | -              | -              | -              | 3             | 0             | 0             | -                 | -                 | -                 | -              | -              | -              | 3     | 0     | 0     |
| 2020-2021             | Angleterre            | Euro 2020             | 5              | 0              | 1              | 1             | 0             | 0             | 5                 | 0                 | 1                 | 3              | 0              | 1              | 14    | 0     | 3     |
| 2021-2022             | Angleterre            | -                     | -              | -              | -              | 2             | 0             | 0             | 2                 | 0                 | 0                 | -              | -              | -              | 4     | 0     | 0     |
| 2022-2023             | Angleterre            | Coupe du monde 2022   | 3              | 0              | 0              | 2             | 0             | 0             | -                 | -                 | -                 | -              | -              | -              | 5     | 0     | 0     |
| 2023-2024             | Angleterre            | Euro 2024             | 6              | 0              | 0              | 2             | 0             | 0             | -                 | -                 | -                 | 4              | 0              | 0              | 12    | 0     | 0     |
| Total sur la carrière | Total sur la carrière | Total sur la carrière | 20             | 1              | 2              | 11            | 0             | 0             | 9                 | 0                 | 1                 | 14             | 0              | 2              | 54    | 1     | 5     |

## Palmarès

### En club
| Manchester City (1)               | Burnley FC                                            | Tottenham Hotspur                                                                            | Atlético de Madrid (1)                                                                | Newcastle United (1)                                        |
| --------------------------------- | ----------------------------------------------------- | -------------------------------------------------------------------------------------------- | ------------------------------------------------------------------------------------- | ----------------------------------------------------------- |
| - FA Youth Cup - Vainqueur : 2008 | - Champion d'Angleterre de D2 - Vice-champion : 2014. | - Ligue des champions - Finaliste : 2019. - Championnat d'Angleterre - Vice-champion : 2017. | - Championnat d'Espagne - Champion : 2021. - Supercoupe d'Espagne - Finaliste : 2020. | - Coupe de la Ligue - Vainqueur : 2025. - Finaliste : 2023. |

### En sélection nationale
| Equipe d'Angleterre -19 ans               | Equipe d'Angleterre                                   |
| ----------------------------------------- | ----------------------------------------------------- |
| - Championnat d'Europe - Finaliste : 2009 | - Championnat d'Europe - Finaliste : 2020 et en 2024. |

### Distinctions personnelles
- Joueur du Barnsley FC de l'année : 2011

- Joueur du Burnley FC de l'année : 2012
- Membre de l'équipe type de Championship : 2013 et 2014

- Membre de l'équipe type de Premier League : 2023 et 2024[15],[16]
- Joueur de Newcastle United de l'année : 2023

## Vie privée
En 2016, Kieran Trippier a épousé sa compagne Charlotte. Leur fils Jacob est né en 2016 et leur fille Esme Rose en 2019.